# اوشن، نیوجرسی
اوشن (به انگلیسی: Ocean Township) شهری در ایالت نیوجرسی کشور ایالات متحده آمریکا است که جمعیت آن در سرشماری سال ۲۰۱۰ میلادی، ۲۷٬۲۹۱ نفر بوده‌است.